# Částkov (zámek)
Částkov je zámek ve stejnojmenné vesnici v okrese Tachov. Postaven byl na místě starší tvrze po roce 1657. Od roku 1996 je chráněn jako kulturní památka.

## Historie
První písemná zmínka o Částkově pochází z roku 1272 a uvádí vladyku Jakuba. Později se roku 1354 připomíná vladyka Sulek a v roce 1404 Nevlas. Zřejmě zde tedy stálo panské sídlo, ale tvrz je uvedena až v roce 1471, kdy vesnici získal tachovský purkrabí Bohuše z Otěšic. Nástupcem se stal syn Bohuslav z Otěšic připomínaný v letech 1493–1529 a po něm jeho syn Jiří z Otěšic, který si Částkov s tvrzí a dvorem nechal zapsat do desk zemských. Posledním majitelem z jejich rodu se stal Jiřího syn Vilém, který panství roku 1591 prodal Janu Vilémovi Kfelířovi ze Zakšova. Jan Vilém vesnici udělil městská práva a přikoupil její část, která do té doby patřila k Tachovu. Za účast na českém stavovském povstání byl v roce 1623 odsouzen ke ztrátě části majetku. Částkov poté koupil Jan Kryštof Kavka z Říčan, jehož dcery ho roku 1657 prodaly Marku Alexandrovi z Brisigellu a jeho bratrům Janu Florentinovi Matyášovi, Leopoldu Albertovi, Janu Tomášovi a Osvaldovi.
Páni z Brisigellu nechali na přelomu sedmnáctého a osmnáctého století na místě původní tvrze postavit barokní zámek. Roku 1669 získal Částkov při dělení majetku Jan Tomáš Brisigell, který se oženil s Annou Markétou z Globen (1637–1702), vdovou po Erasmu Jaroslavovi Kagerovi ze Štampachu. Z manželství se narodil jediný syn Jan Albert (1679–1721). Krátce po svém sňatku s hraběnkou Charlottou Kateřinou Trautmansdorffovou upadl do dluhů a po smrti svého otce v roce 1708 byl nucen nabídnout Částkov k prodeji. Novým majitelem se na podzim 1710 stal strýc Jana Alberta, Osvald Brisigell, majitel sousedního Starého Sedliště. O tři roky později Osvald zemřel. Vdova Anna Barbora společně se svými syny v roce 1718 prodala Částkov hraběti Losymu z Losynthalu, který zámek vzápětí připojil k tachovskému panství. Od té doby na něm sídlil pouze správce statku, ale přesto byl v devatenáctém století za knížete Alfreda Windischgrätze několikrát přestavěn.
V budově má kanceláře zemědělský podnik.

## Stavební podoba
Nejstarší částí gotické tvrze byla tříprostorová budova, jejíž 1,5 metru silné zdivo se dochovalo v severozápadním nároží zámku. Později byla tvrz rozšířena o jižní křídlo, které vyplnilo příkop. Z renesanční fáze stavby se dochovaly částečně zasypané sklepy s valenými klenbami, hřebínkové klenby v přízemí a osmidílná hvězdicová klenba v jihozápadním nároží.
Barokní zámek má téměř čtvercový půdorys a mansardovou střech krytou plechem. Vnější zdi jsou s výjimkou korunní římsy bez ozdob. Hlavní vchod na východní straně je zaklenutý půleliptickým pasem s odsazenými patkami.